# Dresserus angusticeps
Dresserus angusticeps is een spinnensoort uit de familie van de fluweelspinnen (Eresidae).
De wetenschappelijke naam van de soort werd in 1904 gepubliceerd door William Frederick Purcell.